# المجلس الثوري للقوات المسلحة
كان المجلس الثوري للقوات المسلحة (بالإنجليزية: Armed Forces Revolutionary Council أو AFRC) مجموعة من جنود سيراليون الذين تحالفوا مع متمردي الجبهة الثورية المتحدة في أواخر التسعينيات. وبينما سيطر المجلس الثوري للقوات المسلحة على البلاد لفترة وجيزة في عام 1998، تم طرده من العاصمة من قبل تحالف من قوات غرب أفريقيا. لم يعد منظمة متماسكة وفعالة بحلول انتخابات عام 2002.

## وصف
تم تشكيل المجلس الثوري للقوات المسلحة من قبل الرائد جوني بول كوروما من الجيش السيراليوني في عام 1997، والذي استخدمه لتنفيذ انقلاب ضد حكومة الرئيس أحمد تيجان كبه. جيش سيراليون السابق هو مصطلح يستخدم للإشارة إلى الجنود الموالين للمجلس الثوري للقوات المسلحة. تم اقتراح العديد من الأسباب المنطقية للانقلاب، بما في ذلك: الغضب من الحكومة لعدم تنفيذ اتفاق السلام المبرم في نوفمبر 1996 مع الجبهة الثورية المتحدة، والتمييز العرقي المتصور في تعيين أعلى المناصب الحكومية، والإهمال المالي المتصور للقوات المسلحة، ومحاباة عرقية ميندي كاماجورز بقيادة صمويل هينجا نورمان.
في أعقاب الانقلاب، في مايو 1997، طالب المجلس الثوري للقوات المسلحة بأن تقوم قوة حفظ السلام في غرب إفريقيا بقيادة نيجيريا والتي كانت موجودة في البلاد بالإفراج عن زعيم الجبهة المتحدة الثورية المعتقل فوداي سنكوح. أعطى سنكوح مباركته للمجلس الثوري للقوات المسلحة وقوات الجبهة المتحدة الثورية التي كانت تقاتل في الريف مرتبطة بقوات المجلس الثوري للقوات المسلحة في العاصمة فريتاون. وعين سنكوح نائبا لرئيس المجلس الثوري للقوات المسلحة كما تم تعيين العديد من قادة الجبهة المتحدة الثورية في مناصب عليا. وبالتالي قام المجلس الثوري والجبهة المتحدة الثورية بتشكيل مجلس عسكري مشترك للسيطرة على البلاد.
ومع ذلك، في آذار / مارس 1998، أجبر المجلس الثوري للقوات المسلحة / الجبهة المتحدة الثورية على مغادرة فريتاون على يد قوة من غرب أفريقيا أعادت الرئيس كبه إلى السلطة. ومع ذلك، فإن المتمردين تمركزوا وفقًا لأصول كل منهم، الجبهة المتحدة الثورية وجيش تحرير سيراليون السابق في أكرا هيلز، 50 كم من العاصمة. أعاد المجلس الثوري للقوات المسلحة تجميع صفوفه لاستعادة العاصمة في يناير 1999، لكن القوة التي تقودها نيجيريا أجبرته على الخروج مرة أخرى.
بحلول عام 1999، أصبحت سلطة المجلس الثوري للقوات المسلحة والرائد كوروما على جيش تحرير سيراليون السابق غير مؤكدة للغاية، ويُنظر إلى المجلس الثوري للقوات المسلحة بشكل عام على أنه يتحول إلى مجموعات من المقاتلين المرتبطين بشكل فضفاض. يشار أحيانًا إلى جماعة ويست سايد بويز المتمردة على أنها مجموعة منشقة عن المجلس الثوري للقوات المسلحة. وخطف فريق ويست سايد بويز عدة جنود من الجيش البريطاني كانوا يدربون قوات حفظ السلام في غرب إفريقيا في يوليو 2000، ثم دمرتهم القوات البريطانية في غارة شنتها في سبتمبر أيلول وأطلقت سراح الرهائن. في حين أن العديد من المقاتلين الذين كانوا تحت قيادة المجلس الثوري للقوات المسلحة استمروا في القتال.
بعد طي المجلس الثوري للقوات المسلحة، نظم أنصار كوروما حزب السلام والتحرير.

## لائحة الاتهام والإدانة
في يونيو / حزيران 2007، وجدت المحكمة الخاصة أن ثلاثة من الأشخاص الأحد عشر المتهمين - أليكس تامبا بريما، وبريما بازي كامارا وسانتيجي بوربور كانو - مذنبون بارتكاب جرائم حرب، بما في ذلك أعمال الإرهاب والعقوبات الجماعية والإبادة والقتل والاغتصاب والاعتداء على الكرامة الشخصية وتجنيد الأطفال دون سن 15 عامًا في القوات المسلحة والاسترقاق والنهب. كانت على وجه الخصوص أول محكمة دولية على الإطلاق تصدر حكمًا بإدانة التجنيد العسكري للأطفال.

## روابط خارجية
- تقرير خاص لشبكة الأنباء الإنسانية (إيرين) عن «الصدع» بين جيش تحرير السودان والجبهة المتحدة الثورية ، 8 أيلول / سبتمبر 1999